# Comuna Măguri-Răcătău, Cluj
Măguri-Răcătău (în maghiară Szamosfö) este o comună în județul Cluj, Transilvania, România, formată din satele Măguri, Măguri-Răcătău (reședința) și Muntele Rece.

## Date geografice
Comuna este situată pe valea Someșului Rece, într-o zonă deosebit de pitorească. Comuna Măguri-Răcătău este cea mai întinsă din județ și este formată din trei sate: Măguri-Răcătău, Măguri și Muntele Rece, fiecare formate la rândul lor din numeroase cătune.

### Arii protejate
- "Molhașurile Căpățânei"[5] de pe raza comunei Măguri-Răcătău, o rezervație naturală botanică.
- Cheile Dumitresei (zonă peisagistică protejată).
- Defileul Răcătăului (zonă protejată mixtă).
- Defileul Someșului Rece (zonă protejată mixtă).
- Obârșia Someșului Rece si Văii Răcătăului (zonă protejată cinegetică).
- Someșul Rece (sit de importanță comunitară inclus în rețeaua europeană Natura 2000 în România).
- Munții Apuseni - Vlădeasa, arie de protecție specială avifaunistică.

## Demografie
Componența etnică a comunei Măguri-Răcătău
     Români (91,09%)
     Alte etnii (0,14%)
     Necunoscută (8,76%)
Componența confesională a comunei Măguri-Răcătău
     Ortodocși (82,81%)
     Penticostali (5,68%)
     Fără religie (1,93%)
     Alte religii (0,48%)
     Necunoscută (9,1%)
Conform recensământului efectuat în 2021, populația comunei Măguri-Răcătău se ridică la 2.077 de locuitori, în scădere față de recensământul anterior din 2011, când fuseseră înregistrați 2.242 de locuitori. Majoritatea locuitorilor sunt români (91,09%), iar pentru 8,76% nu se cunoaște apartenența etnică. Din punct de vedere confesional, majoritatea locuitorilor sunt ortodocși (82,81%), cu minorități de penticostali (5,68%) și fără religie (1,93%), iar pentru 9,1% nu se cunoaște apartenența confesională.

## Politică și administrație
Comuna Măguri-Răcătău este administrată de un primar și un consiliu local compus din 11 consilieri. Primarul, Alexandru Livescu[*], de la Partidul Social Democrat, este în funcție din octombrie 2020. Începând cu alegerile locale din 2024, consiliul local are următoarea componență pe partide politice:
|  | Partid                          | Consilieri | Componența Consiliului | Componența Consiliului | Componența Consiliului | Componența Consiliului | Componența Consiliului | Componența Consiliului |
|  | ------------------------------- | ---------- | ---------------------- | ---------------------- | ---------------------- | ---------------------- | ---------------------- | ---------------------- |
|  | Partidul Social Democrat        | 6          |                        |                        |                        |                        |                        |                        |
|  | Partidul Național Liberal       | 4          |                        |                        |                        |                        |                        |                        |
|  | Alianța pentru Unirea Românilor | 1          |                        |                        |                        |                        |                        |                        |

### Evoluție istorică
De-a lungul timpului populația comunei a evoluat astfel:
Măguri-Răcătău - evoluția demografică

|  | Graficele sunt indisponibile din cauza unor probleme tehnice. Mai multe informații se găsesc la Phabricator și la wiki-ul MediaWiki. |

Date: Recensăminte sau birourile de statistică - grafică realizată de Wikipedia

## Vezi și
- Biserica de lemn din Măguri-Răcătău, filia Teleni
- Biserica de lemn din Muntele Rece
- Apuseni (sit de importanță comunitară)
- Molhașurile Căpățânei (sit SCI)
- Someșul Rece (sit de importanță comunitară)

## Imagini

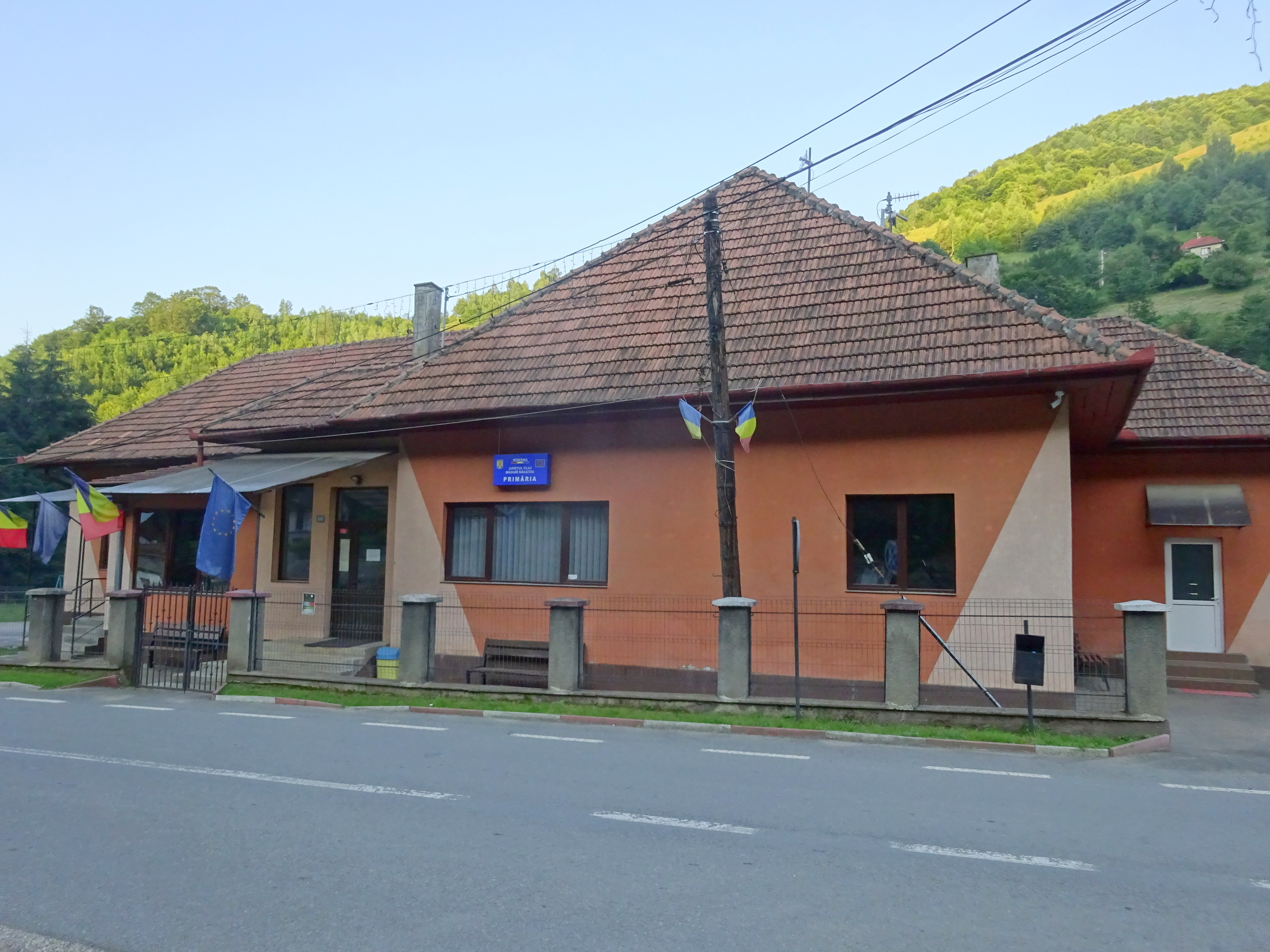
Primăria comunei
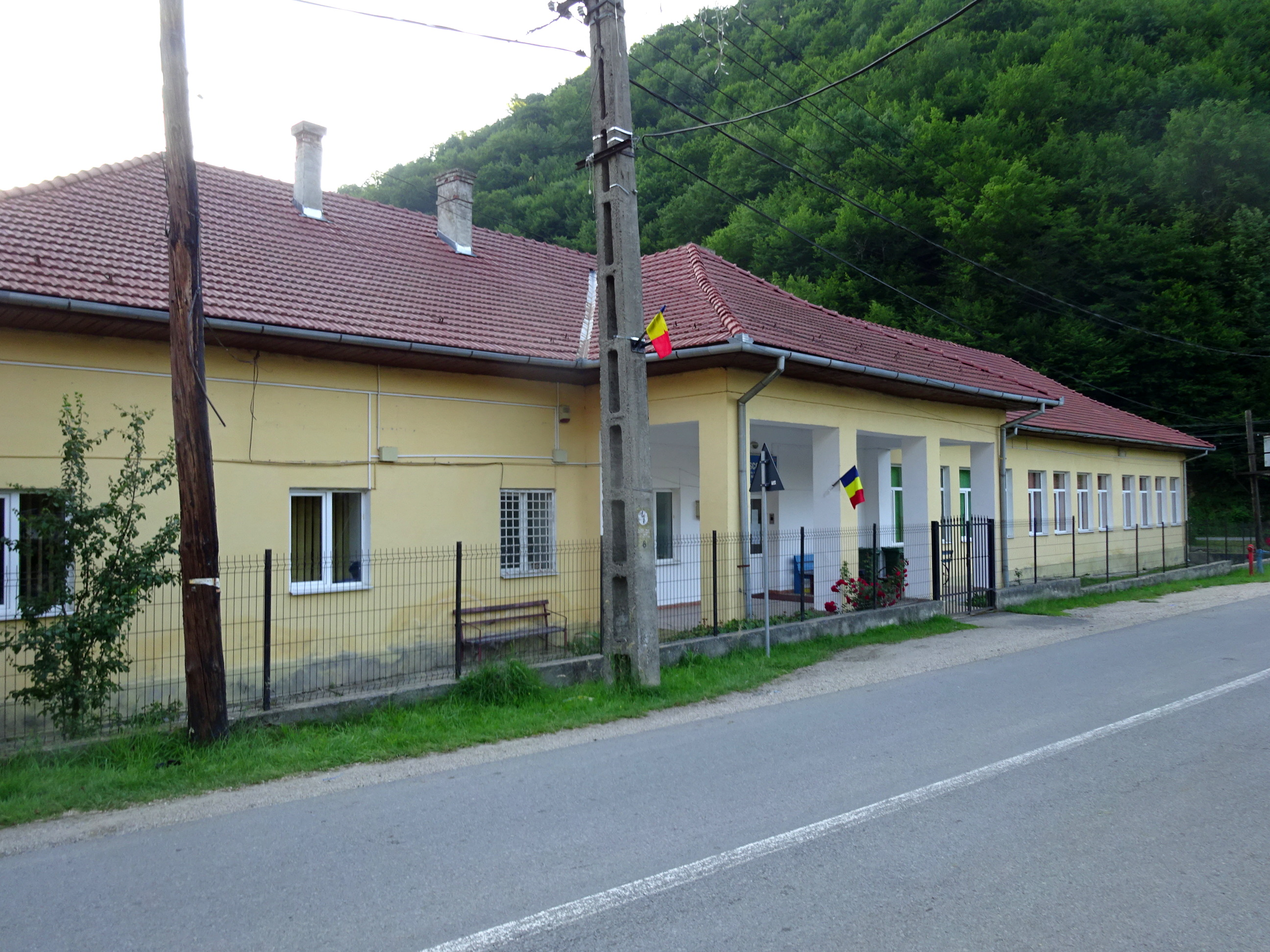
Școala cu clasele I-VIII
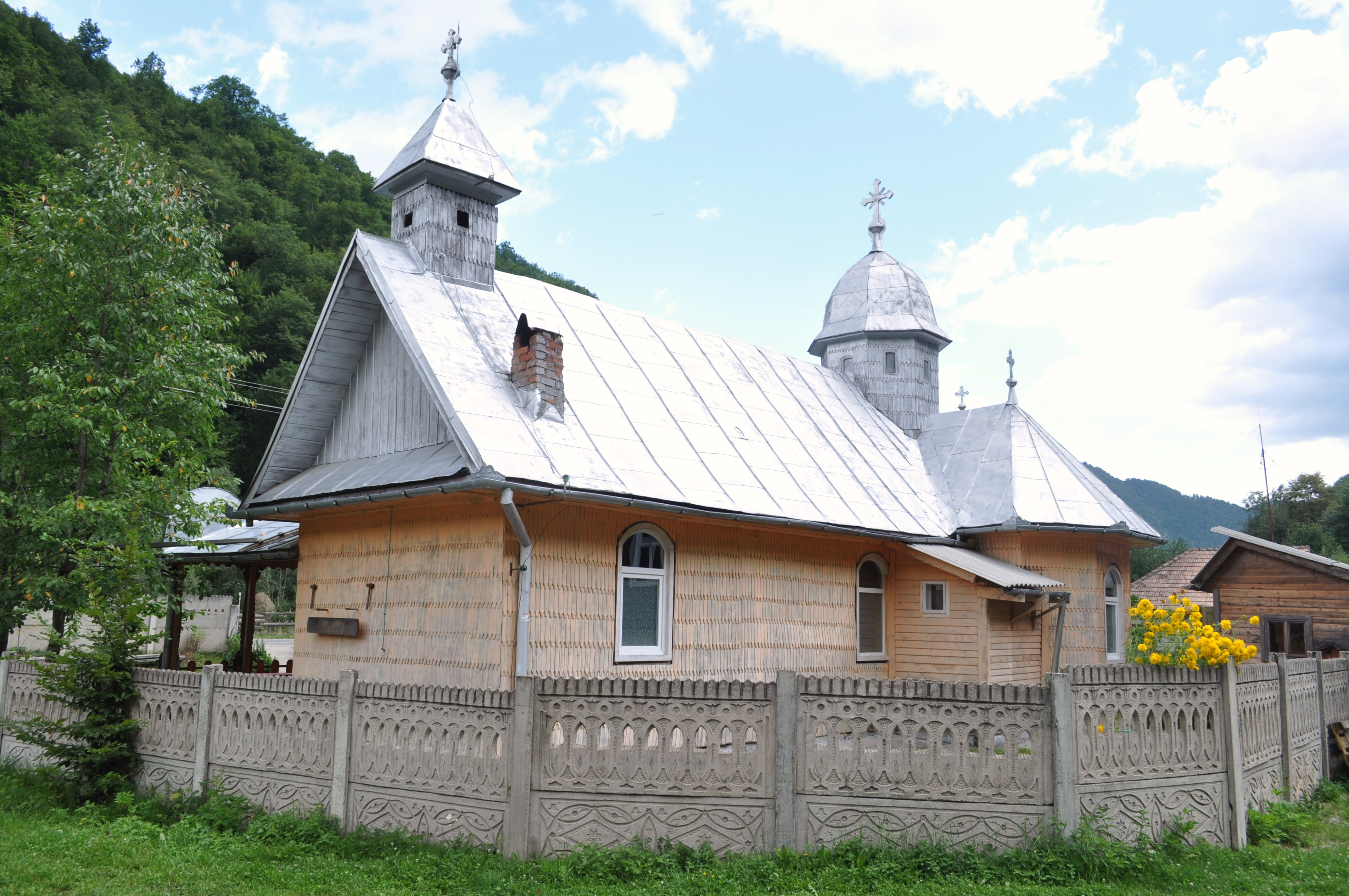
Biserica de lemn din Măguri-Răcătău (filia Teleni)
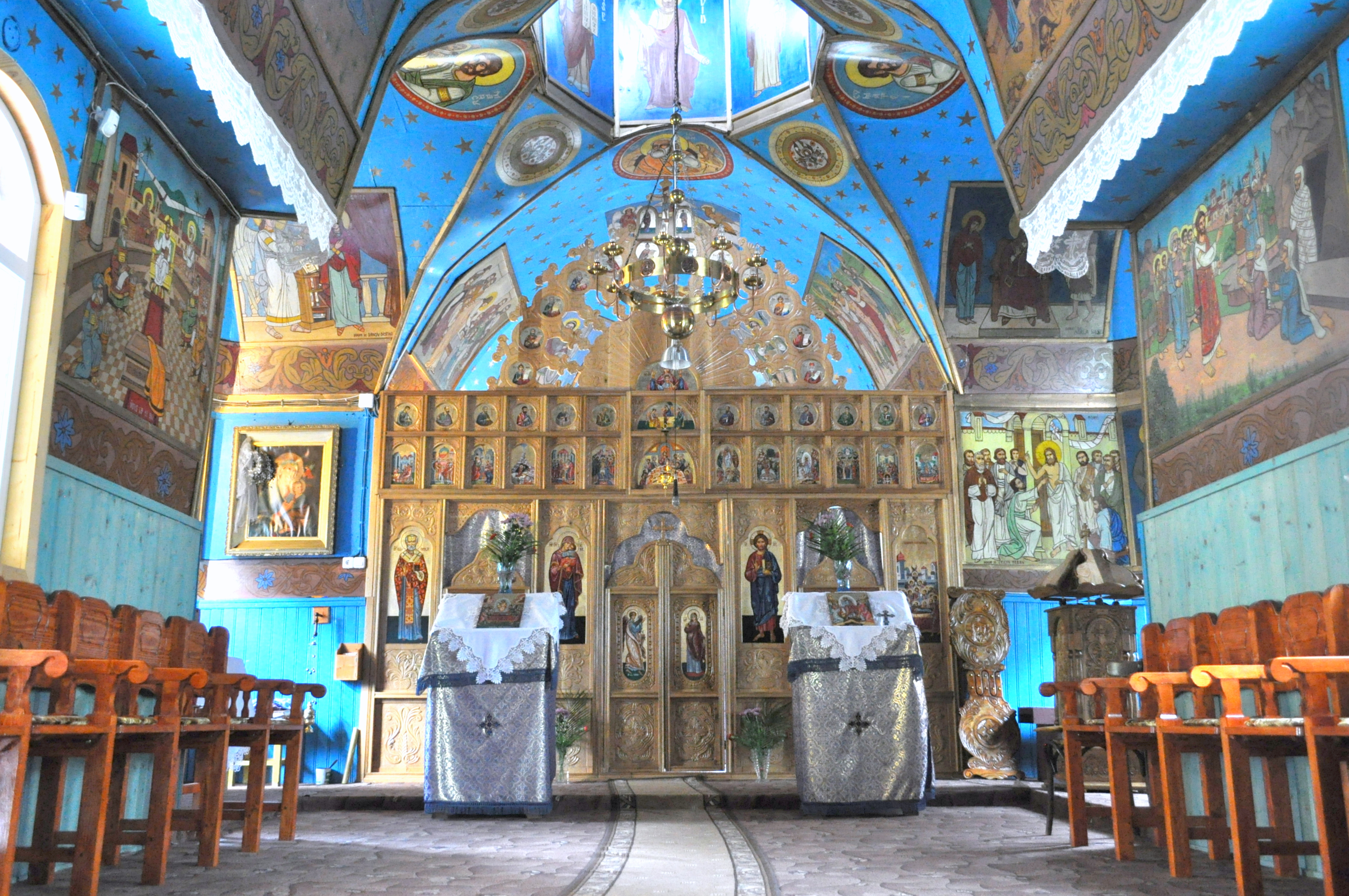
Nava spre iconostas
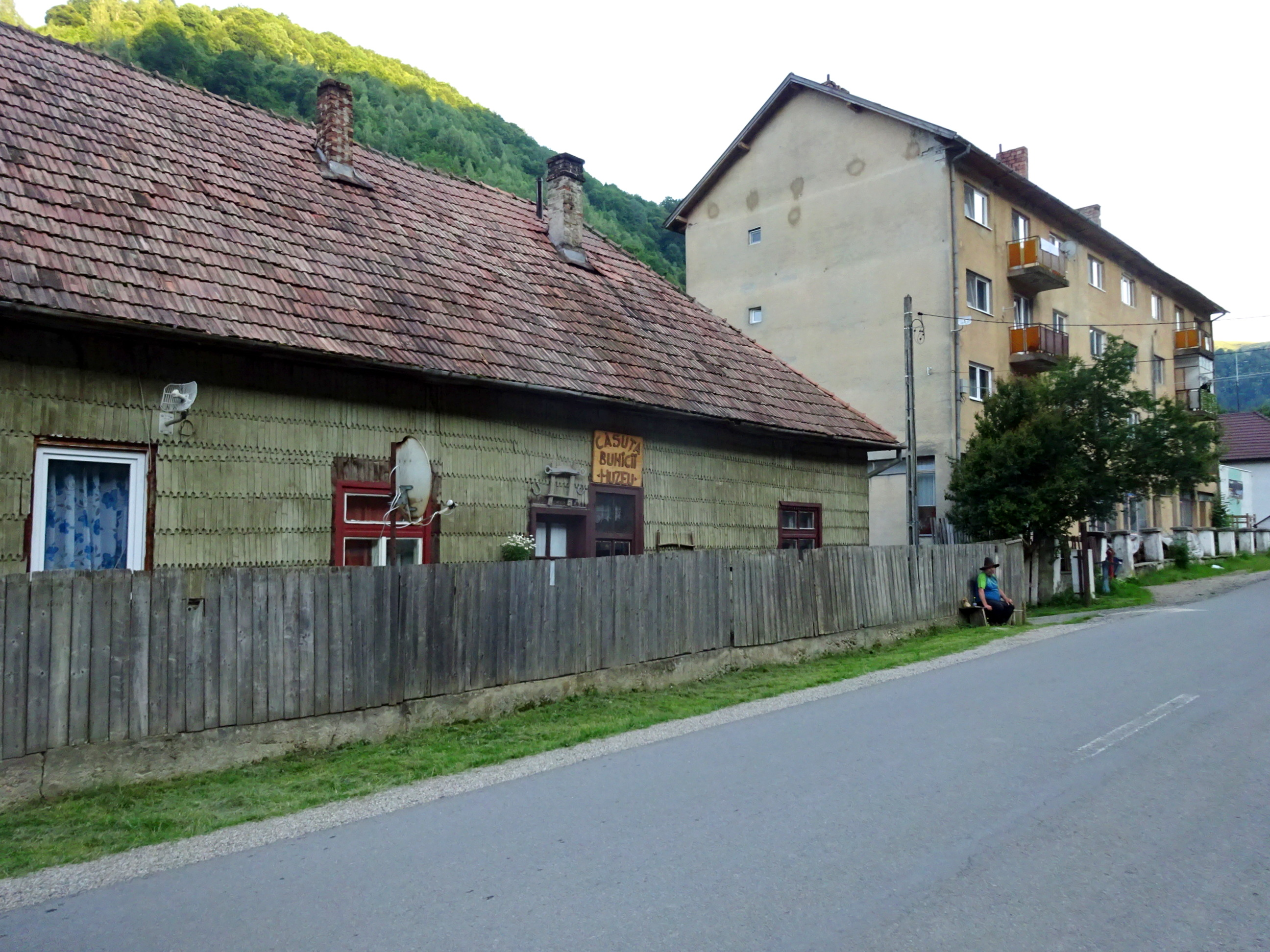
Măguri-Răcătău
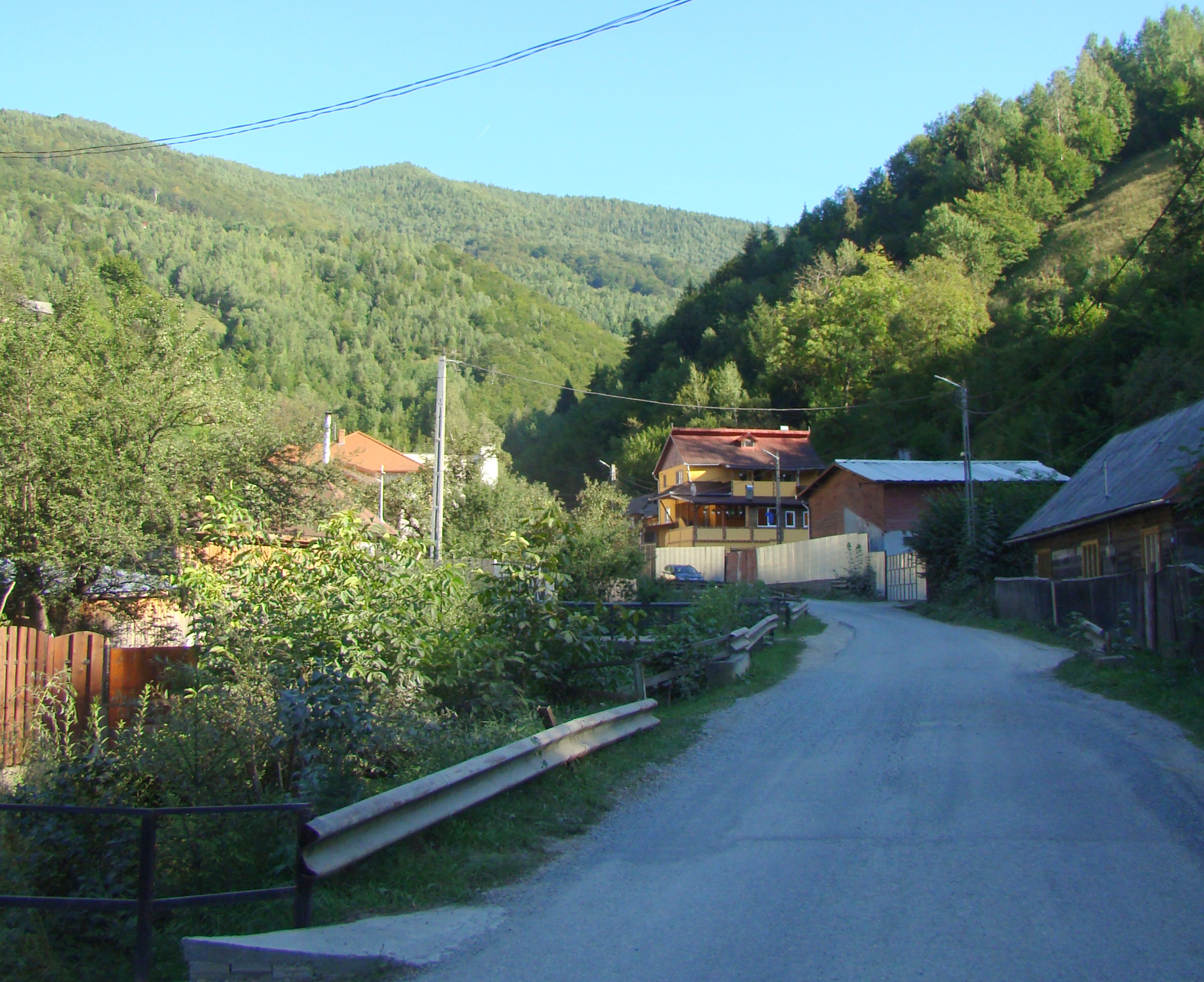
Muntele Rece
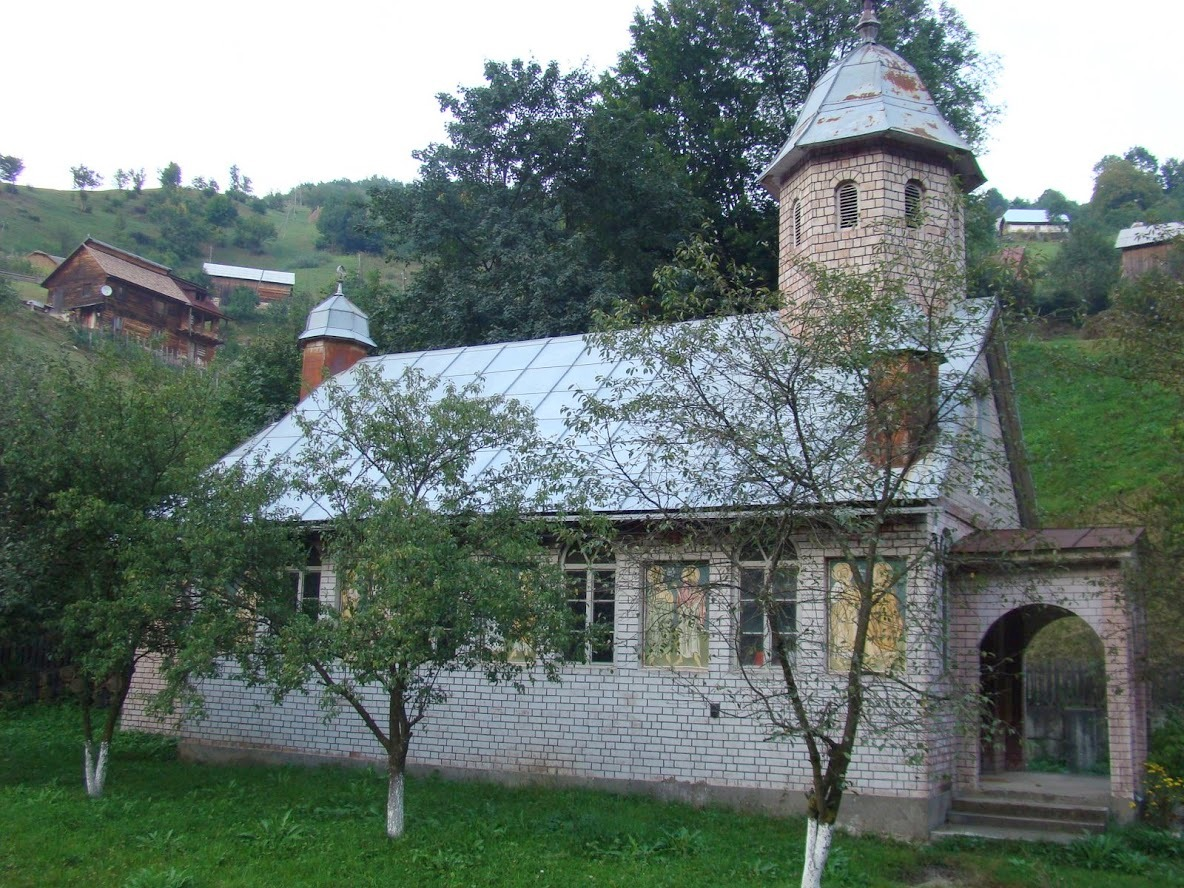
Biserica „Sfânta Treime" din Muntele Rece
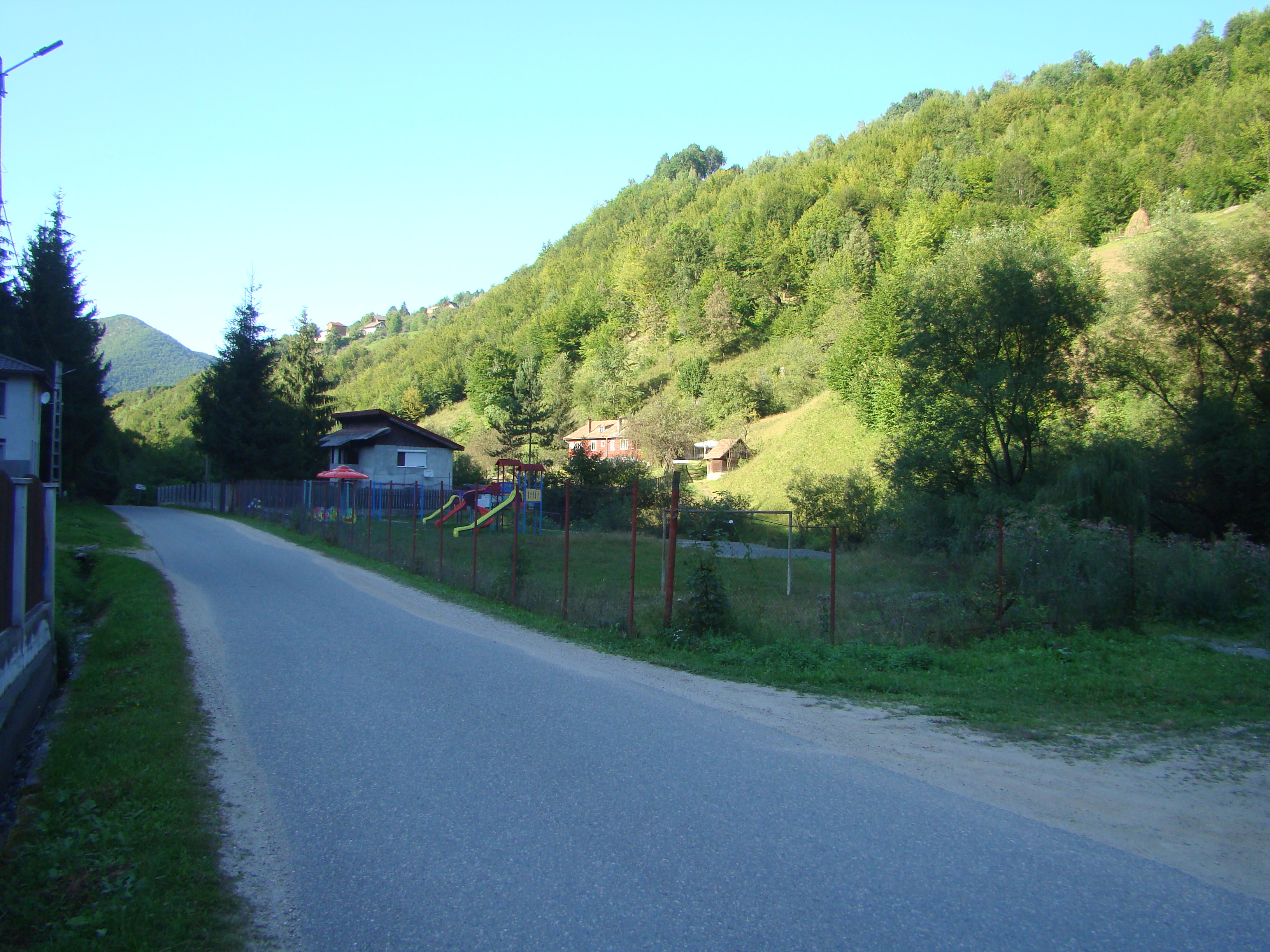
Muntele Rece, județul Cluj
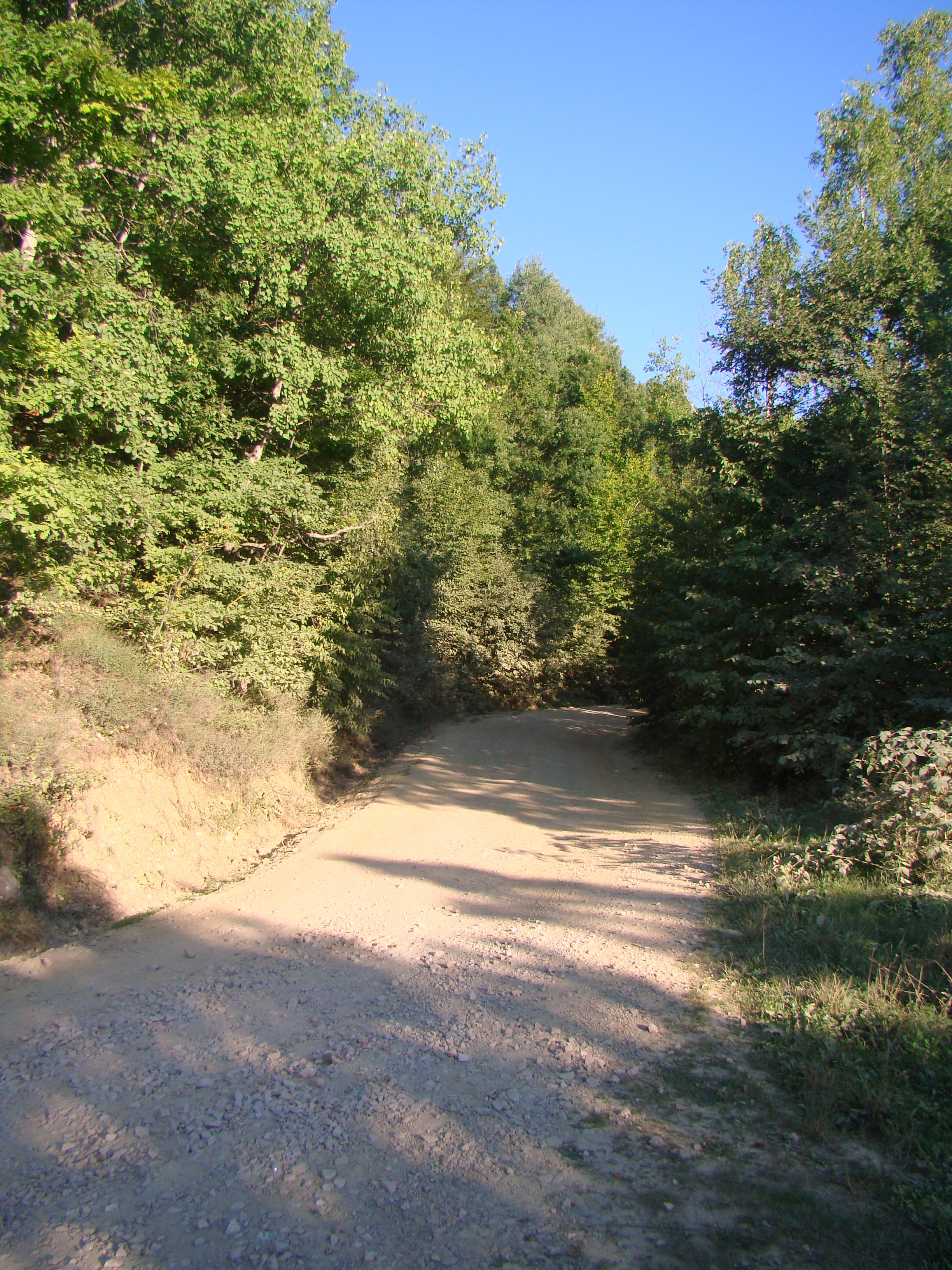
Drumul spre Mănăstirea de la Muntele Rece
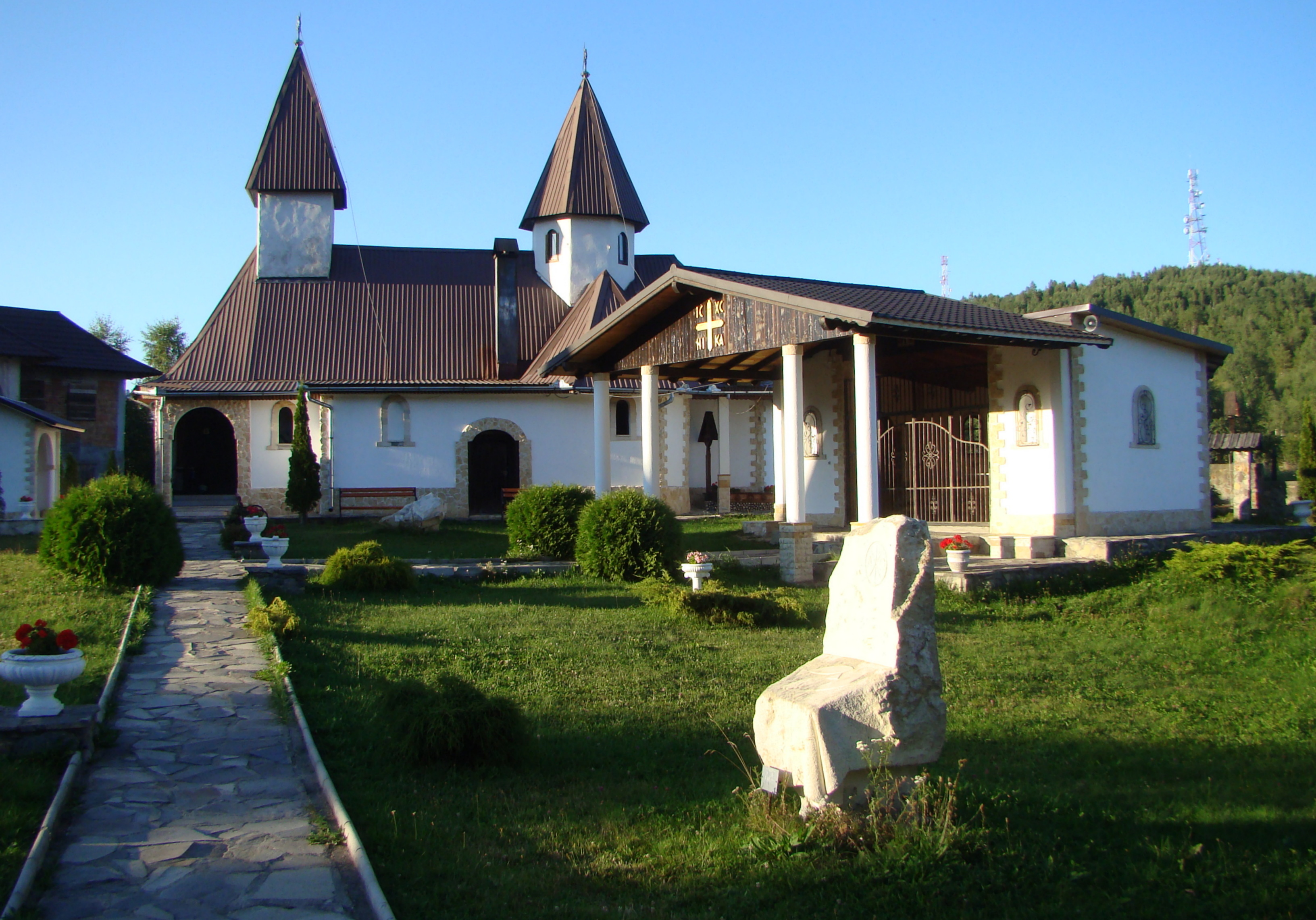
Mănăstirea de călugări „Înălțarea Domnului”
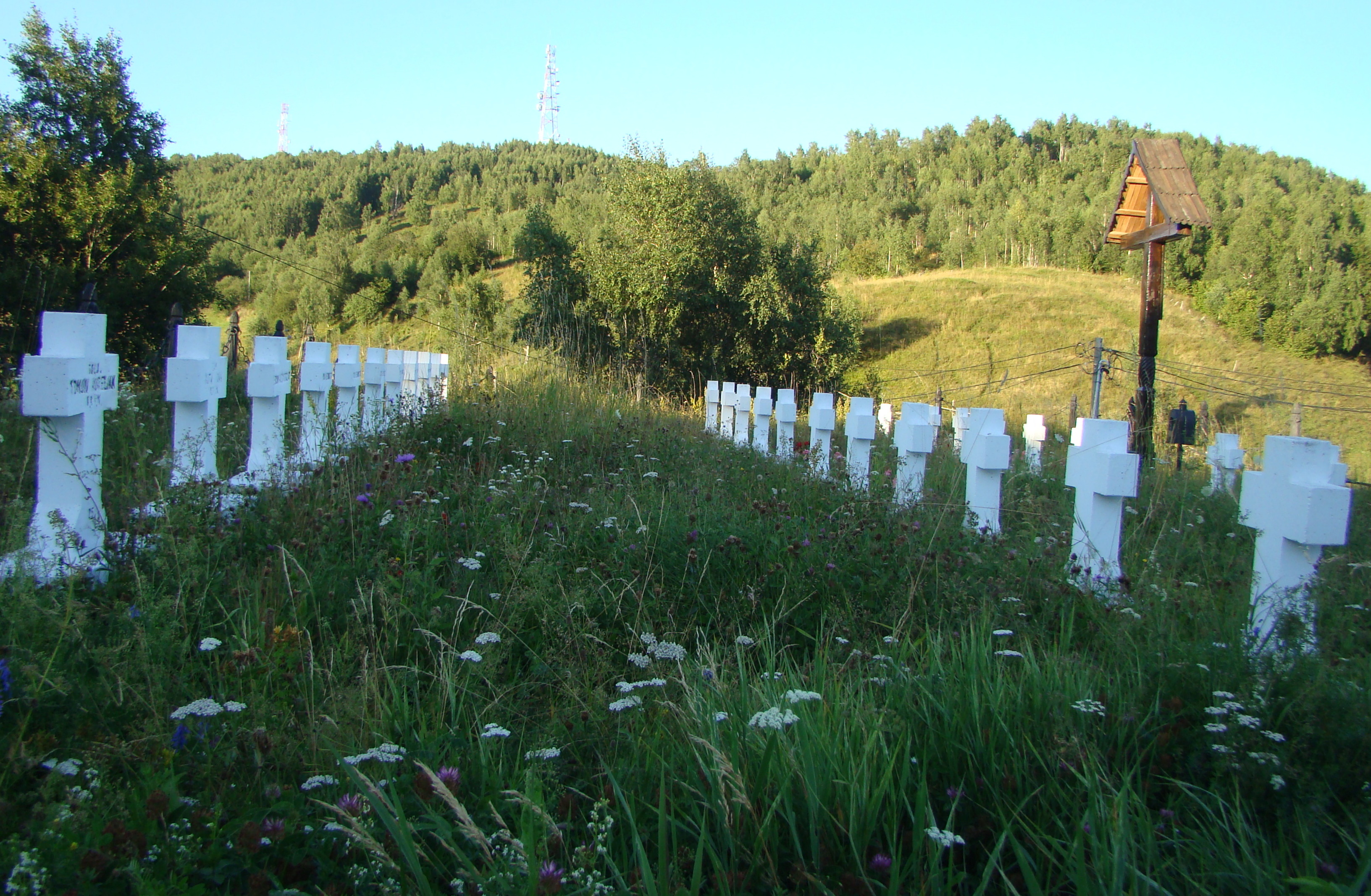
Cimitirul Eroilor Români din cel de Al Doilea Război Mondial
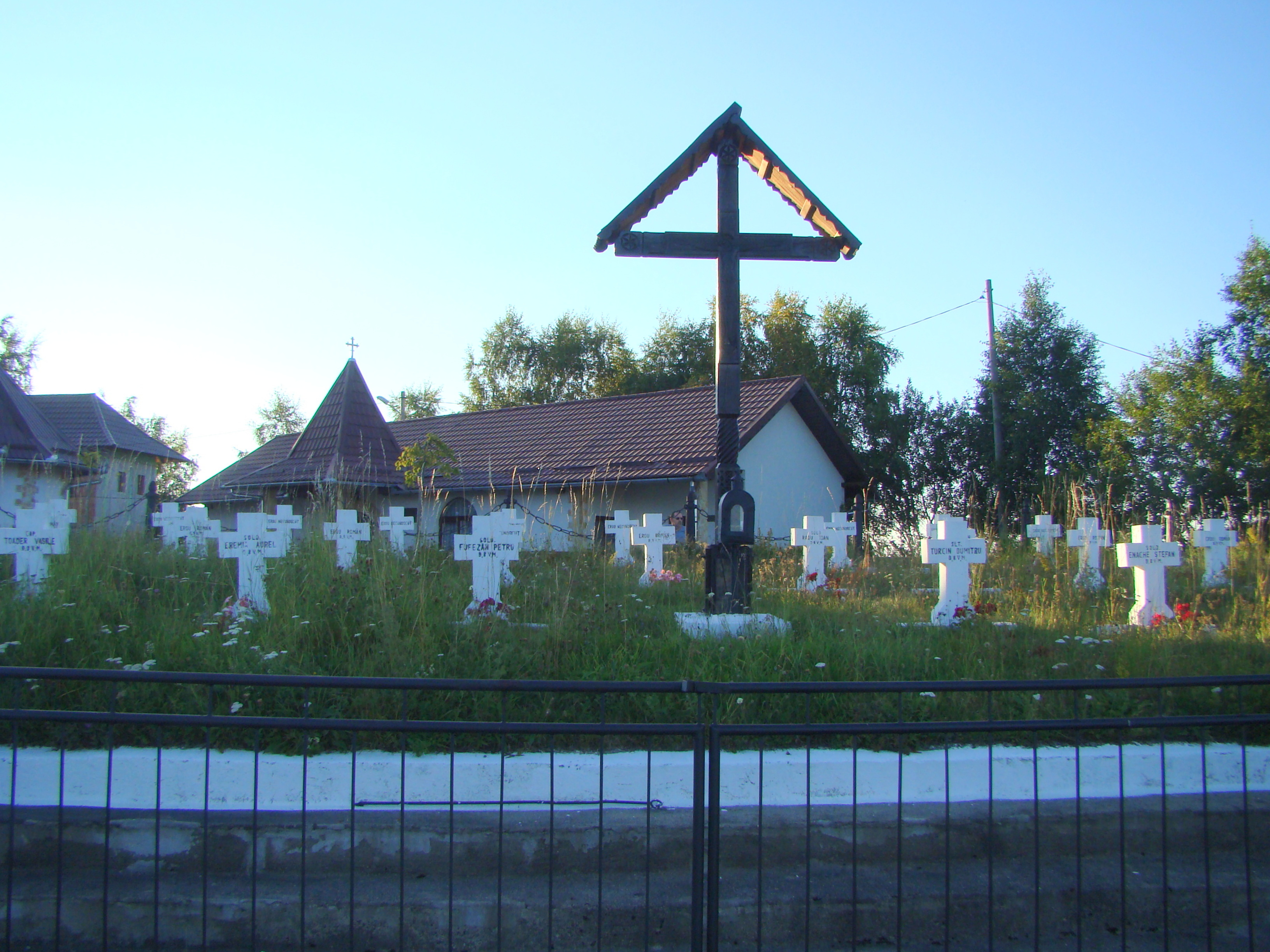
Cimitirul Eroilor Români din cătunul Bordești
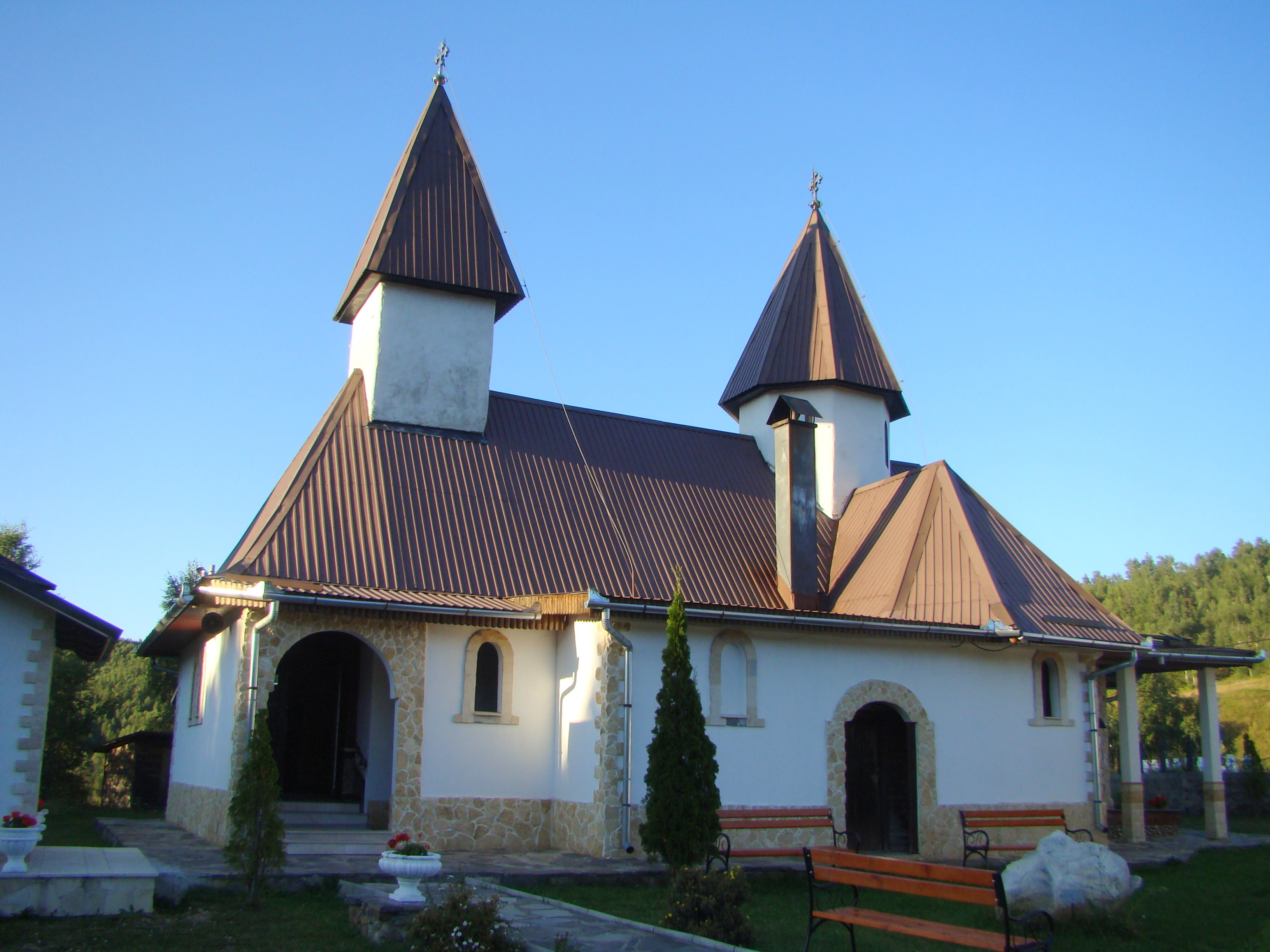
Biserica de lemn a mănăstirii
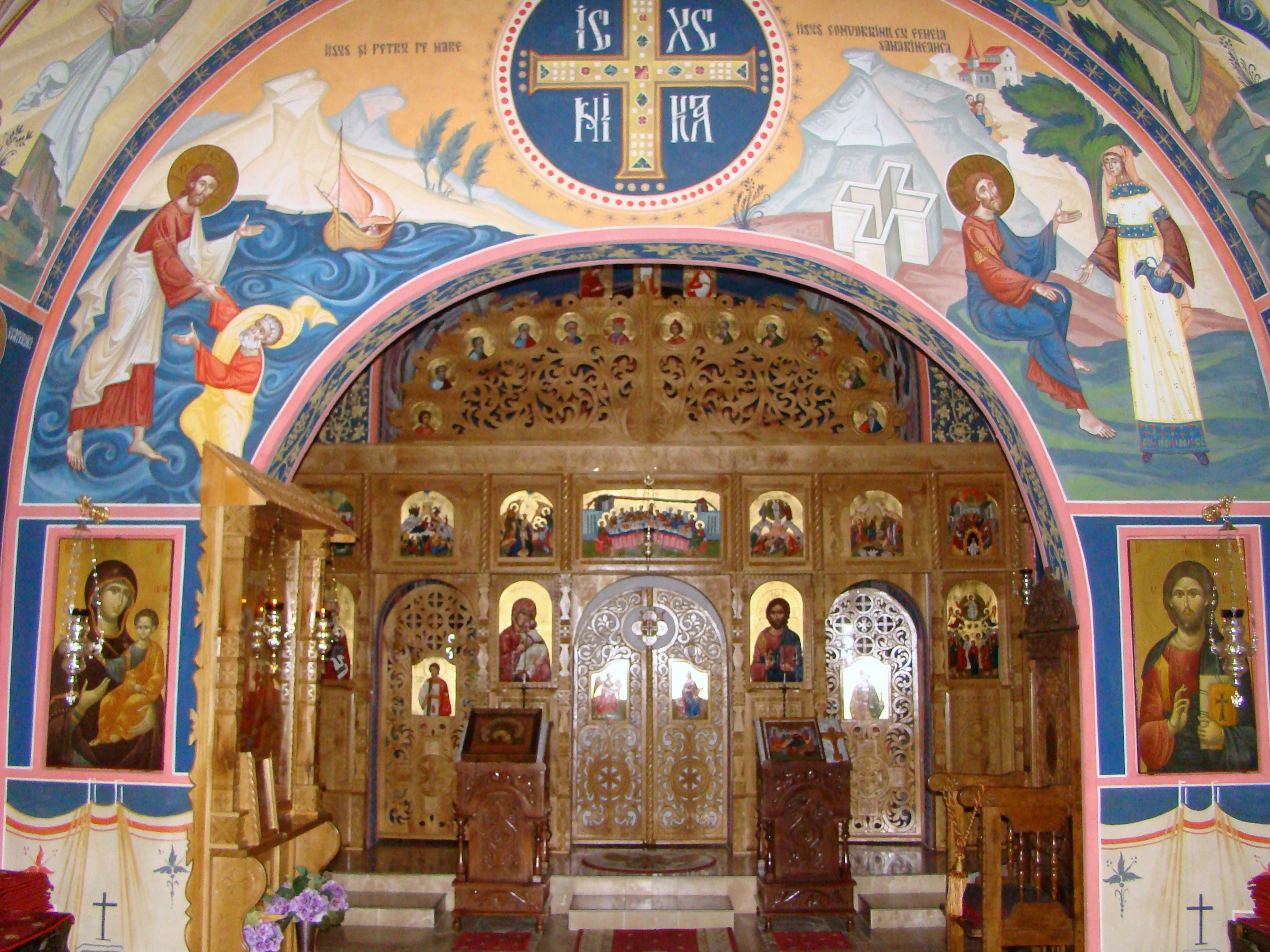
Nava spre iconostas
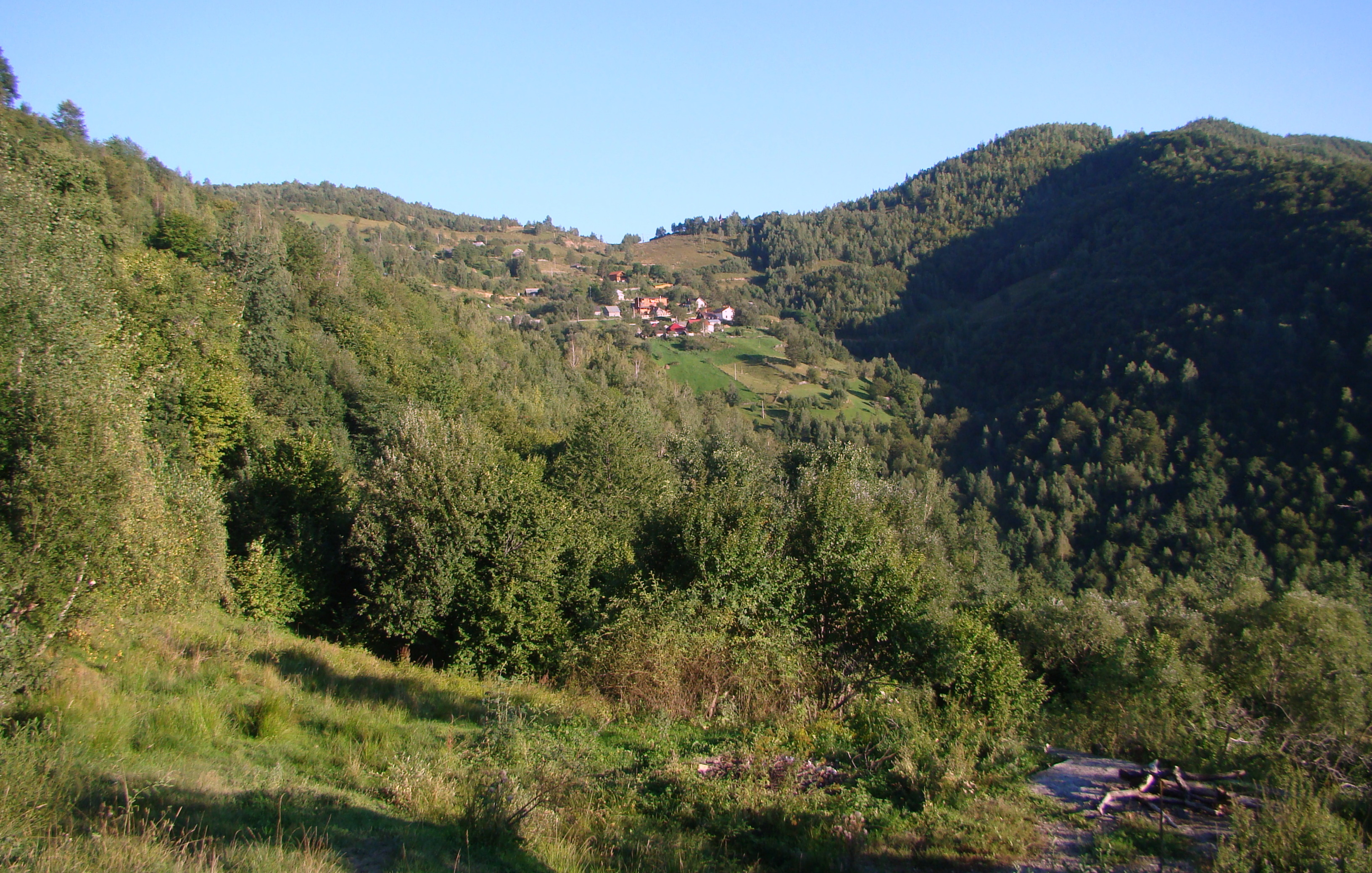
Muntele Rece, județul Cluj
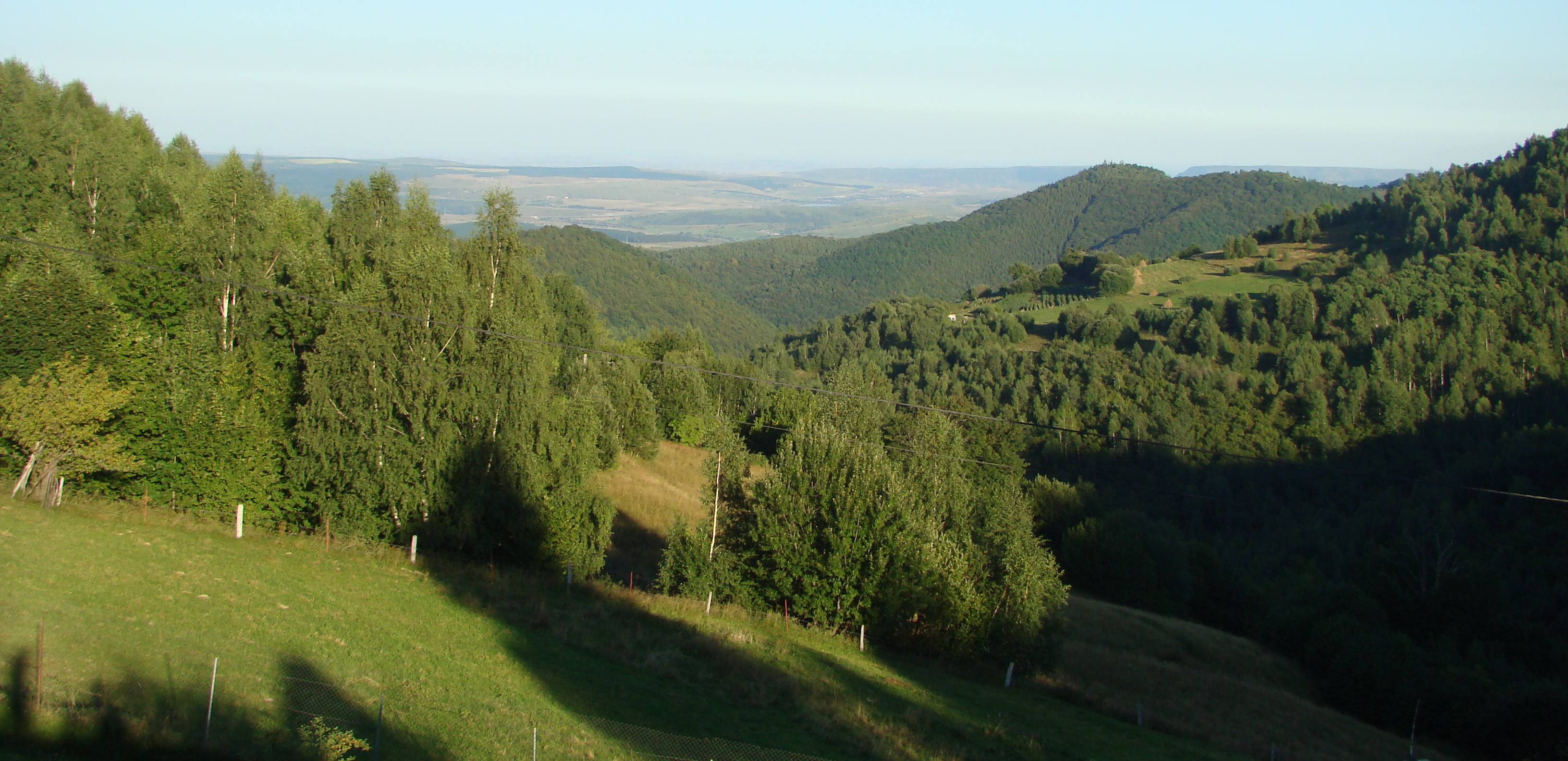
Muntele Rece, județul Cluj
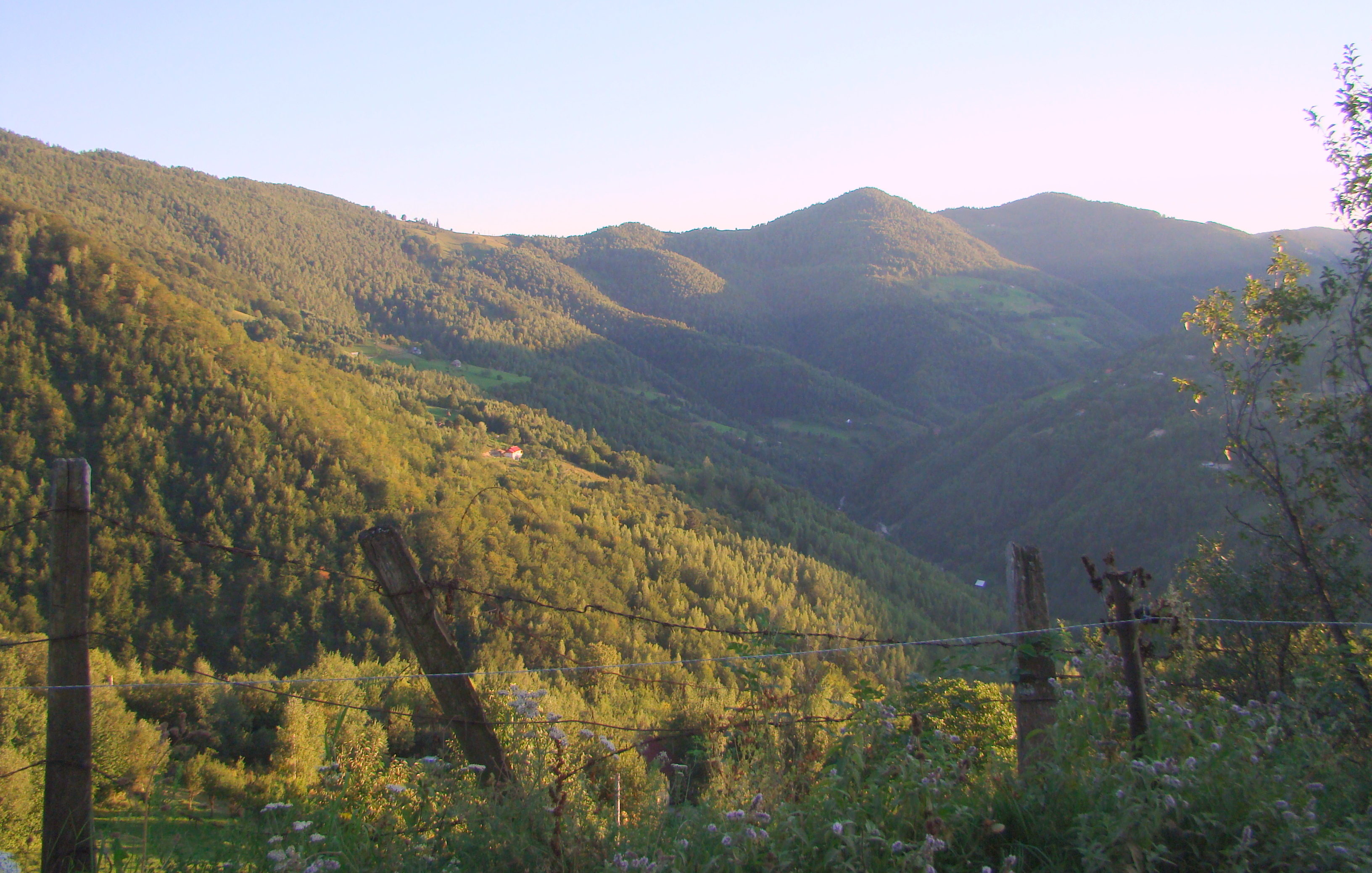
Muntele Rece, județul Cluj
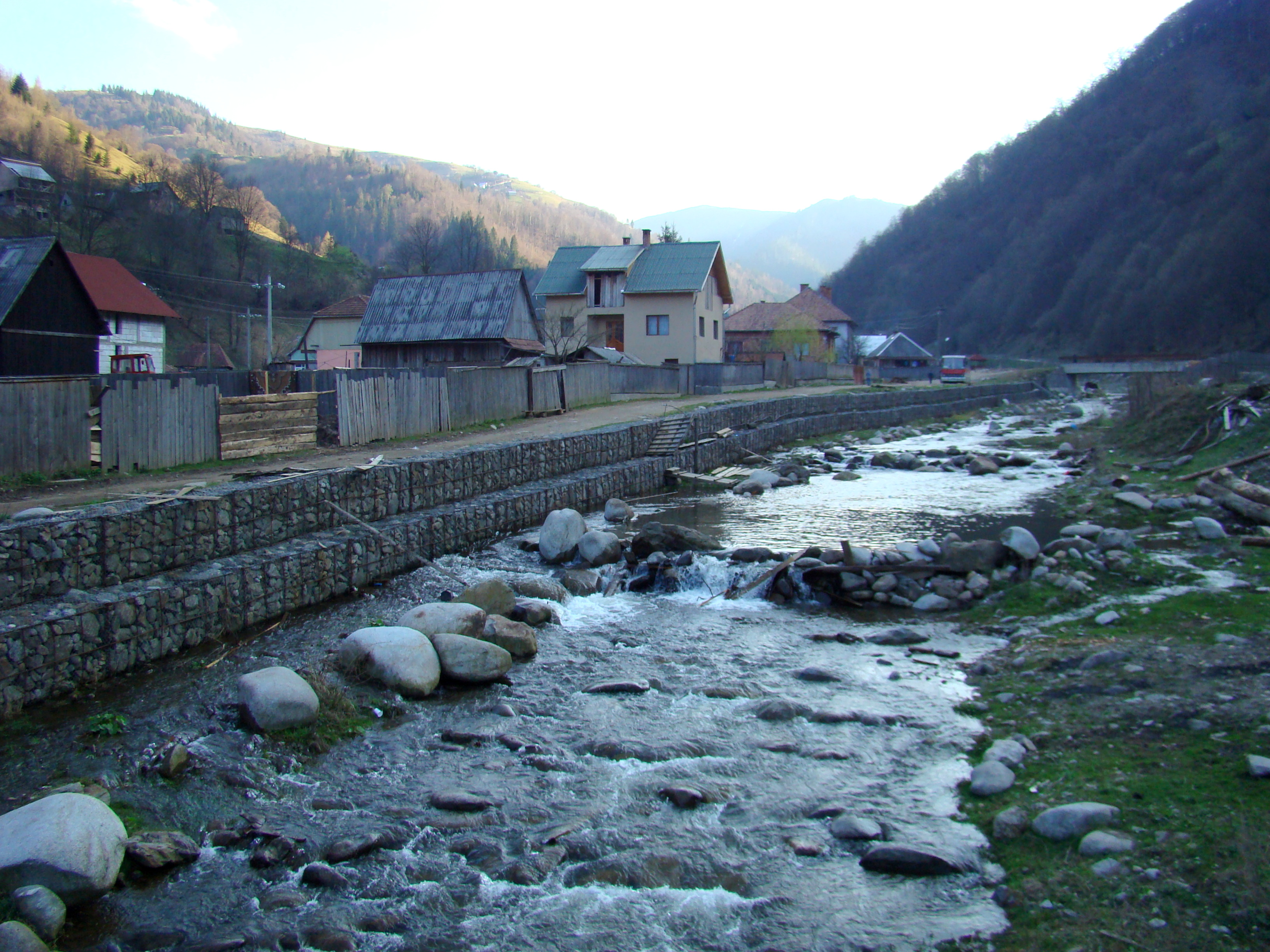
Râul Răcătău
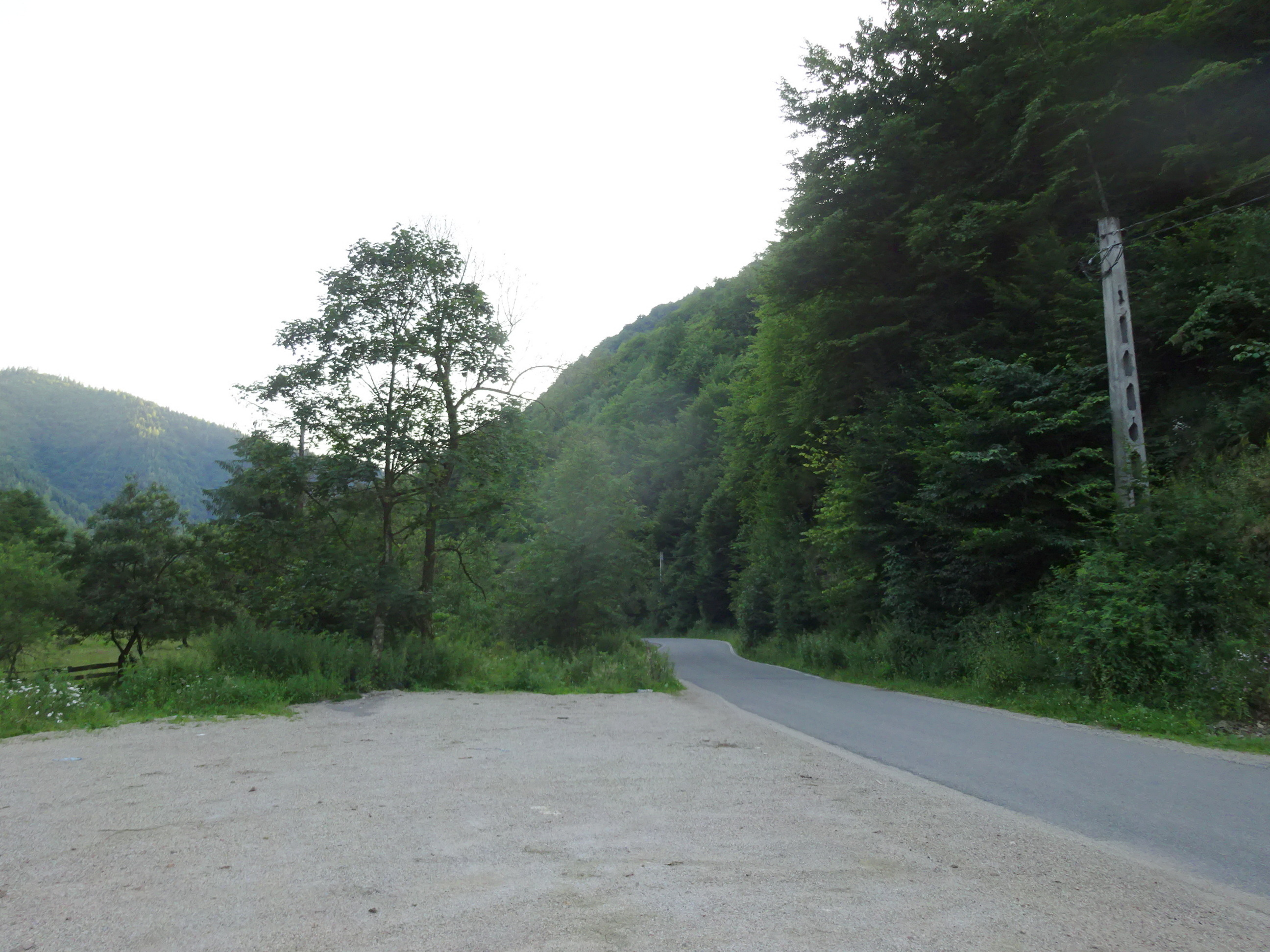
Drumul spre satul Măguri
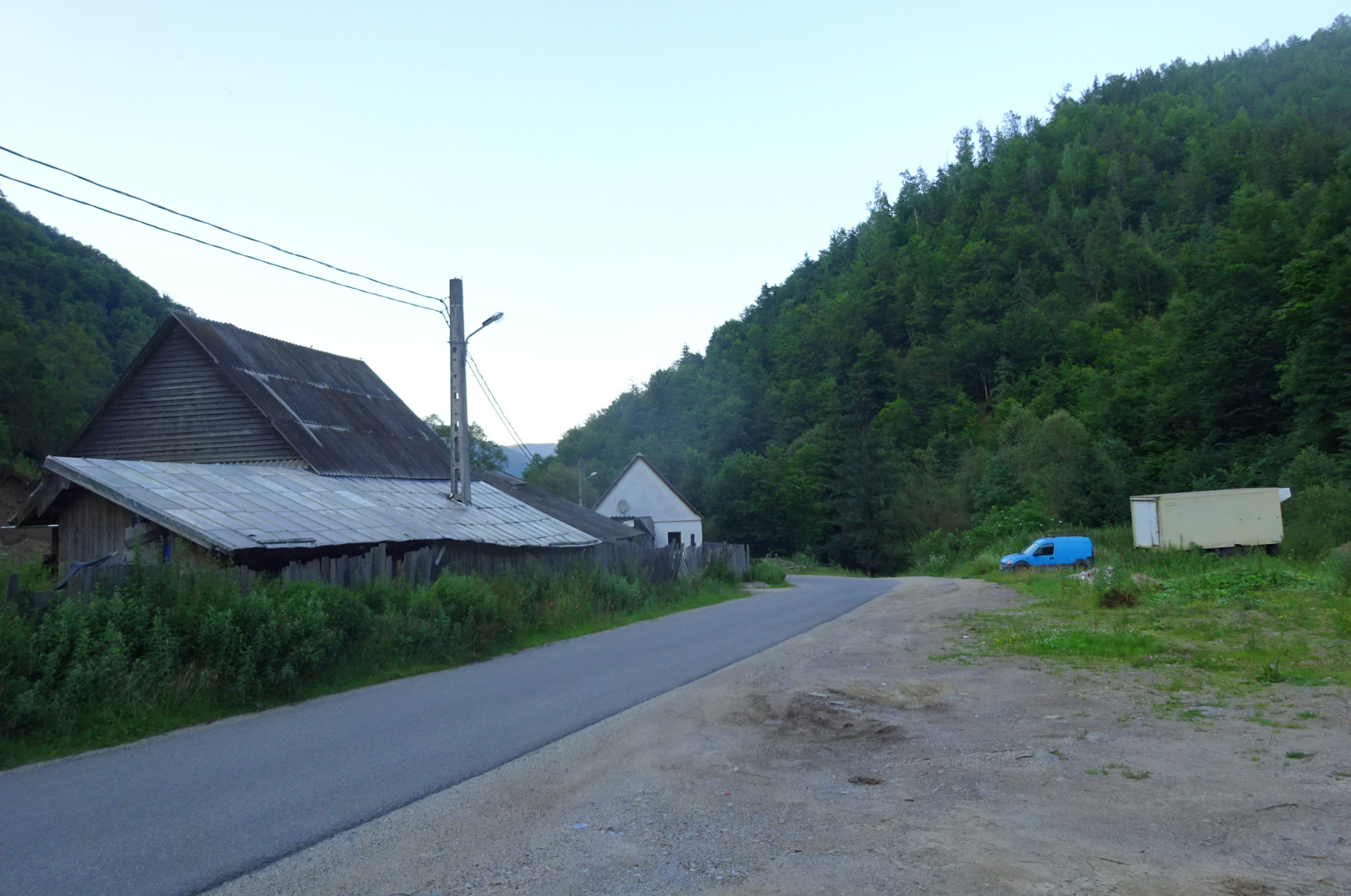
Drumul spre satul Măguri